# Lacapelle-Viescamp
Lacapelle-Viescamp ist eine französische Gemeinde mit 520 Einwohnern (Stand: 1. Januar 2022) im Département Cantal in der Region Auvergne-Rhône-Alpes. Sie gehört zum Arrondissement Aurillac und zum Kanton Saint-Paul-des-Landes. Die Einwohner werden Capellains genannt.

## Geografie
Lacapelle-Viescamp liegt etwa 14 Kilometer westlich von Aurillac am Lac de Saint-Étienne-Cantalès, einem Stausee der Cère, der die Gemeinde im Westen begrenzt. Hier mündet auch die Authre in die Cère. Das nördliche Gemeindegebiet wird vom Flüsschen Auze durchquert, das hier auch noch Ruisseau de Lacamp genannt wird. Umgeben wird Lacapelle-Viescamp von den Nachbargemeinden Saint-Paul-des-Landes im Norden und Osten, Ytrac im Osten, Saint-Mamet-la-Salvetat im Südosten und Süden, Pers im Süden und Südwesten sowie Saint-Étienne-Cantalès im Westen und Nordwesten.

## Bevölkerungsentwicklung
| Jahr                       | 1962 | 1968 | 1975 | 1982 | 1990 | 1999 | 2006 | 2019 |
| Einwohner                  | 427  | 351  | 334  | 388  | 438  | 434  | 446  | 512  |
| Quellen: Cassini und INSEE |      |      |      |      |      |      |      |      |

## Sehenswürdigkeiten
- Kirche Sainte-Madeleine
- Schloss Viescamp, Monument historique

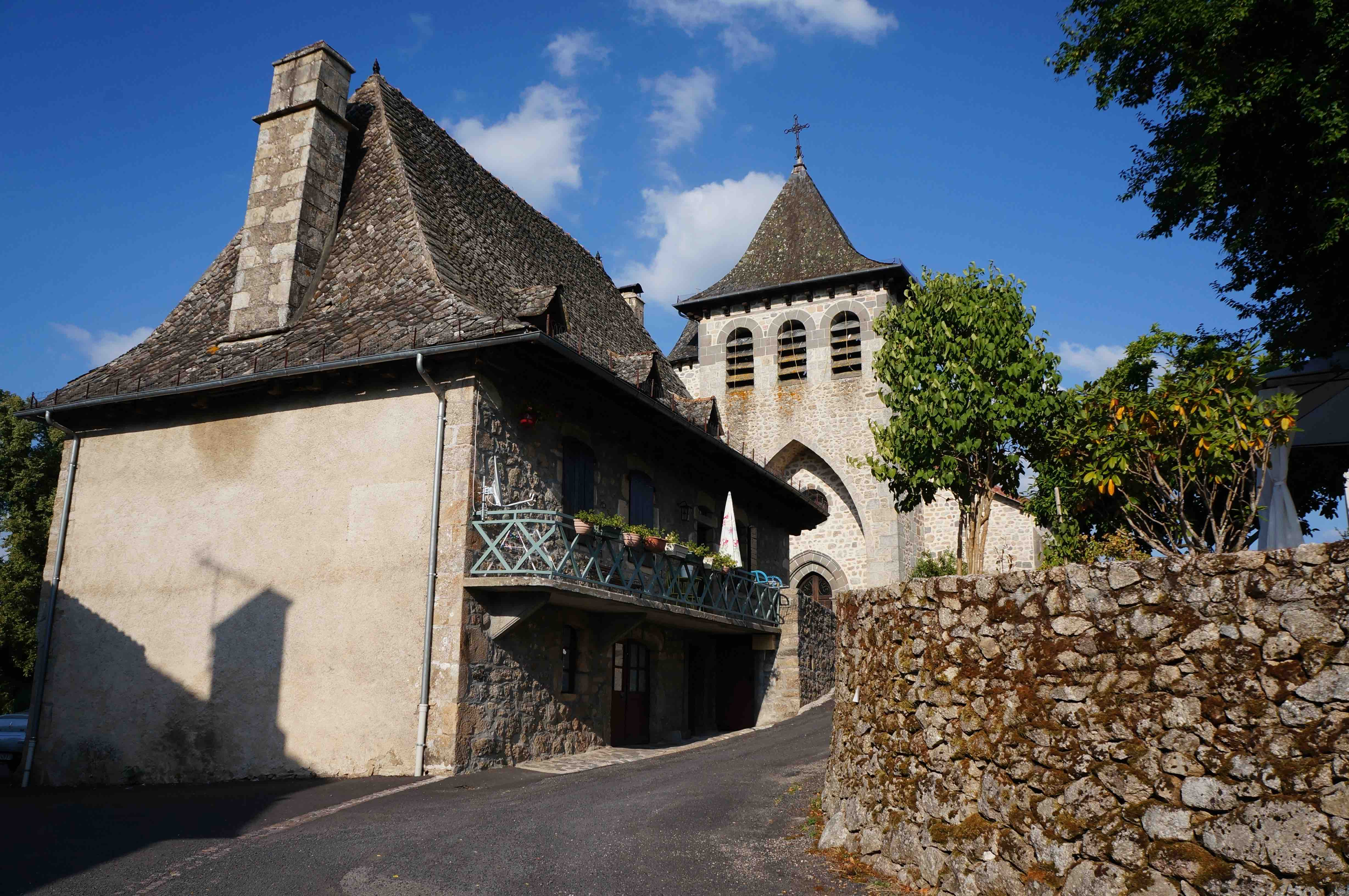
Kirche Sainte-Madeleine
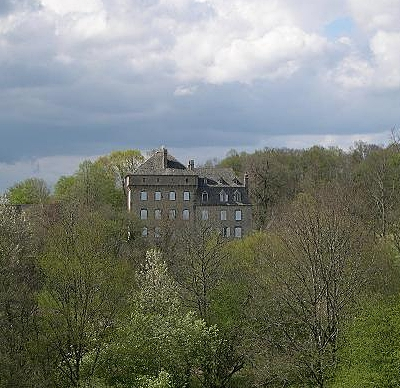
Schloss Viescamp